# کمبل‌فیلد، ویکتوریا
کمبل‌فیلد (به انگلیسی: Campbellfield) یک منطقهٔ مسکونی در استرالیا است که در ویکتوریا (استرالیا) واقع شده‌است.